# Кастельтарсол
Кастельтарсо́л (кат. Castellterçol) - муніципалітет, розташований в Автономній області Каталонія, в Іспанії. Код муніципалітету за номенклатурою Інституту статистики Каталонії - 80641. Знаходиться у районі (кумарці) Бальєс-Уріантал (коди району - 41 та VR) провінції Барселона, згідно з новою адміністративною реформою перебуватиме у складі Баґарії (округи) Барселона. 

## Населення
Населення міста (у 2007 р.) становить 2.238 осіб (з них менше 14 років - 14,3%, від 15 до 64 - 64,4%, понад 65 років - 21,3%). У 2006 р. народжуваність склала 21 особа, смертність - 30 осіб, зареєстровано 6 шлюбів. У 2001 р. активне населення становило 918 осіб, з них безробітних - 51 особа.

Серед осіб, які проживали на території міста у 2001 р., 1.714 народилися в Каталонії (з них 1.074 особи у тому самому районі, або кумарці), 225 осіб приїхало з інших областей Іспанії, а 92 особи приїхали з-за кордону. 

Університетську освіту має 14,9% усього населення. 

У 2001 р. нараховувалося 736 домогосподарств (з них 23,6% складалися з однієї особи, 27,9% з двох осіб,20,1% з 3 осіб, 19% з 4 осіб, 6,4% з 5 осіб, 1,6% з 6 осіб, 0,7% з 7 осіб, 0,4% з 8 осіб і 0,3% з 9 і більше осіб).

Активне населення міста у 2001 р. працювало у таких сферах діяльності : у сільському господарстві - 4,6%, у промисловості - 25,5%, на будівництві - 20,4% і у сфері обслуговування - 49,5%. 

 У муніципалітеті або у власному районі (кумарці) працює 698 осіб, поза районом - 344 особи.

### Безробіття
У 2007 р. нараховувалося 54 безробітних (у 2006 р. - 58 безробітних), з них чоловіки становили 37%, а жінки - 63%.

## Економіка

### Підприємства міста

#### Промислові підприємства
| \| Промислові підприємства міста, за сферою діяльності \| Промислові підприємства міста, за сферою діяльності \| Промислові підприємства міста, за сферою діяльності \| \| Рік \| 2002 р. \| 2001 р. \| \| --------------------------------------------------- \| --------------------------------------------------- \| --------------------------------------------------- \| \| Енергетичні та водні ресурси \| 3,8% \| 4% \| \| Хімія та метали \| 3,8% \| 4% \| \| Переробка металів \| 15,4% \| 12% \| \| Продукти харчування \| 26,9% \| 24% \| \| Текстиль \| 23,1% \| 24% \| \| Виробництво меблів, видання \| 26,9% \| 32% \| \| Інше \| 0% \| 0% \| \| Усього підприємств \| 26 \| 25 \| |         |         |
| Промислові підприємства міста, за сферою діяльності |         |         |
| Рік | 2002 р. | 2001 р. |
| Енергетичні та водні ресурси | 3,8%    | 4%      |
| Хімія та метали | 3,8%    | 4%      |
| Переробка металів | 15,4%   | 12%     |
| Продукти харчування | 26,9%   | 24%     |
| Текстиль | 23,1%   | 24%     |
| Виробництво меблів, видання | 26,9%   | 32%     |
| Інше | 0%      | 0%      |
| Усього підприємств | 26      | 25      |

#### Роздрібна торгівля
| \| Підприємства роздрібної торгівлі міста, за сферою діяльності \| Підприємства роздрібної торгівлі міста, за сферою діяльності \| Підприємства роздрібної торгівлі міста, за сферою діяльності \| \| Рік \| 2002 р. \| 2001 р. \| \| ------------------------------------------------------------ \| ------------------------------------------------------------ \| ------------------------------------------------------------ \| \| Продукти харчування \| 46,9% \| 45,5% \| \| Одяг та взуття \| 6,2% \| 3% \| \| Товари для дому \| 15,6% \| 15,2% \| \| Книги та періодичні видання \| 0% \| 0% \| \| Промислова хімічна продукція \| 9,4% \| 12,1% \| \| Продукція, пов'язана з транспортними засобами \| 6,2% \| 6,1% \| \| Інше \| 15,6% \| 18,2% \| \| Усього підприємств \| 32 \| 33 \| |         |         |
| Підприємства роздрібної торгівлі міста, за сферою діяльності |         |         |
| Рік | 2002 р. | 2001 р. |
| Продукти харчування | 46,9%   | 45,5%   |
| Одяг та взуття | 6,2%    | 3%      |
| Товари для дому | 15,6%   | 15,2%   |
| Книги та періодичні видання | 0%      | 0%      |
| Промислова хімічна продукція | 9,4%    | 12,1%   |
| Продукція, пов'язана з транспортними засобами | 6,2%    | 6,1%    |
| Інше | 15,6%   | 18,2%   |
| Усього підприємств | 32      | 33      |

#### Сфера послуг
| \| Підприємства міста, що працюють у сфері послуг, за діяльністю \| Підприємства міста, що працюють у сфері послуг, за діяльністю \| Підприємства міста, що працюють у сфері послуг, за діяльністю \| \| Рік \| 2002 р. \| 2001 р. \| \| ------------------------------------------------------------- \| ------------------------------------------------------------- \| ------------------------------------------------------------- \| \| Гуртова торгівля \| 12,1% \| 12,3% \| \| Готелі та готельний бізнес \| 21,2% \| 23,1% \| \| Транспорт та зв'язок \| 13,6% \| 12,3% \| \| Посередницькі фінансові послуги \| 3% \| 3,1% \| \| Послуги підприємствам \| 7,6% \| 6,2% \| \| Послуги фізичним особам \| 36,4% \| 33,8% \| \| Нерухомість та ін. \| 6,1% \| 9,2% \| \| Усього підприємств \| 66 \| 65 \| |         |         |
| Підприємства міста, що працюють у сфері послуг, за діяльністю |         |         |
| Рік | 2002 р. | 2001 р. |
| Гуртова торгівля | 12,1%   | 12,3%   |
| Готелі та готельний бізнес | 21,2%   | 23,1%   |
| Транспорт та зв'язок | 13,6%   | 12,3%   |
| Посередницькі фінансові послуги | 3%      | 3,1%    |
| Послуги підприємствам | 7,6%    | 6,2%    |
| Послуги фізичним особам | 36,4%   | 33,8%   |
| Нерухомість та ін. | 6,1%    | 9,2%    |
| Усього підприємств | 66      | 65      |

## Житловий фонд
У 2001 р. 1,4% усіх родин (домогосподарств) мали житло метражем до 59 м2, 28% - від 60 до 89 м2, 34,2% - від 90 до 119 м2 і
36,4% - понад 120 м2.

З усіх будівель у 2001 р. 37,3% було одноповерховими, 50,2% - двоповерховими, 10,1
% - триповерховими, 2,3% - чотириповерховими, 0% - п'ятиповерховими, 0% - шестиповерховими,
0% - семиповерховими, 0% - з вісьмома та більше поверхами.

## Автопарк
| \| Автомобілі, зареєстровані у місті, за призначенням \| Автомобілі, зареєстровані у місті, за призначенням \| Автомобілі, зареєстровані у місті, за призначенням \| \| Рік \| 2006 р. \| 2005 р. \| \| -------------------------------------------------- \| -------------------------------------------------- \| -------------------------------------------------- \| \| Приватні автомобілі \| 62,5% \| 62,6% \| \| Мотоцикли \| 11,2% \| 10,6% \| \| Вантажівки \| 23,5% \| 24,1% \| \| Трактори \| 0% \| 0% \| \| Автобуси та ін. \| 2,8% \| 2,7% \| \| Усього автомобілів \| 1.550 шт. \| 1.573 шт. \| |           |           |
| Автомобілі, зареєстровані у місті, за призначенням |           |           |
| Рік | 2006 р.   | 2005 р.   |
| Приватні автомобілі | 62,5%     | 62,6%     |
| Мотоцикли | 11,2%     | 10,6%     |
| Вантажівки | 23,5%     | 24,1%     |
| Трактори | 0%        | 0%        |
| Автобуси та ін. | 2,8%      | 2,7%      |
| Усього автомобілів | 1.550 шт. | 1.573 шт. |

## Вживання каталанської мови
У 2001 р. каталанську мову у місті розуміли 97,4% усього населення (у 1996 р. - 98,6%), вміли говорити нею 90% (у 1996 р. - 
93,2%), вміли читати 87,6% (у 1996 р. - 86%), вміли писати 62,5
% (у 1996 р. - 60,9%). Не розуміли каталанської мови 2,6%.

## Політичні уподобання
У виборах до Парламенту Каталонії у 2006 р. взяло участь 1.197 осіб (у 2003 р. - 1.332 особи). Голоси за політичні сили розподілилися таким чином:
| \| Вибори до Парламенту Каталонії \| Вибори до Парламенту Каталонії \| Вибори до Парламенту Каталонії \| \| Рік \| 2006 р. \| 2003 р. \| \| -------------------------------------- \| ------------------------------ \| ------------------------------ \| \| Конвергенція та Єднання (CiU) \| 45,6% \| 46% \| \| Соціалістична партія Каталонії (PSC) \| 18,2% \| 14,6% \| \| Народна партія (PP) \| 4,3% \| 5% \| \| Ініціатива за зелену Каталонію (IC) \| 8,4% \| 5,6% \| \| Республіканська лівиця Каталонії (ERC) \| 21,8% \| 28,3% \| \| Громадянська партія (C's) \| 0,5% \| 0% \| \| Інші \| 1,1% \| 0,5% \| |         |         |
| Вибори до Парламенту Каталонії |         |         |
| Рік | 2006 р. | 2003 р. |
| Конвергенція та Єднання (CiU) | 45,6%   | 46%     |
| Соціалістична партія Каталонії (PSC) | 18,2%   | 14,6%   |
| Народна партія (PP) | 4,3%    | 5%      |
| Ініціатива за зелену Каталонію (IC) | 8,4%    | 5,6%    |
| Республіканська лівиця Каталонії (ERC) | 21,8%   | 28,3%   |
| Громадянська партія (C's) | 0,5%    | 0%      |
| Інші | 1,1%    | 0,5%    |

У муніципальних виборах у 2007 р. взяло участь 1.277 осіб (у 2003 р. - 1.285 осіб). Голоси за політичні сили розподілилися таким чином:
| \| Муніципальні вибори \| Муніципальні вибори \| Муніципальні вибори \| \| Рік \| 2007 р. \| 2003 р. \| \| -------------------------------------- \| ------------------- \| ------------------- \| \| Конвергенція та Єднання (CiU) \| 44,4% \| 49,9% \| \| Соціалістична партія Каталонії (PSC) \| 10,8% \| 20,2% \| \| Народна партія (PP) \| 5,4% \| 7,9% \| \| Ініціатива за зелену Каталонію (IC) \| 13,1% \| 0% \| \| Республіканська лівиця Каталонії (ERC) \| 26,3% \| 0% \| \| Громадянська партія (C's) \| 0% \| 0% \| \| Інші \| 0% \| 22% \| |         |         |
| Муніципальні вибори |         |         |
| Рік | 2007 р. | 2003 р. |
| Конвергенція та Єднання (CiU) | 44,4%   | 49,9%   |
| Соціалістична партія Каталонії (PSC) | 10,8%   | 20,2%   |
| Народна партія (PP) | 5,4%    | 7,9%    |
| Ініціатива за зелену Каталонію (IC) | 13,1%   | 0%      |
| Республіканська лівиця Каталонії (ERC) | 26,3%   | 0%      |
| Громадянська партія (C's) | 0%      | 0%      |
| Інші | 0%      | 22%     |